# گوتفرید سیلبرمن

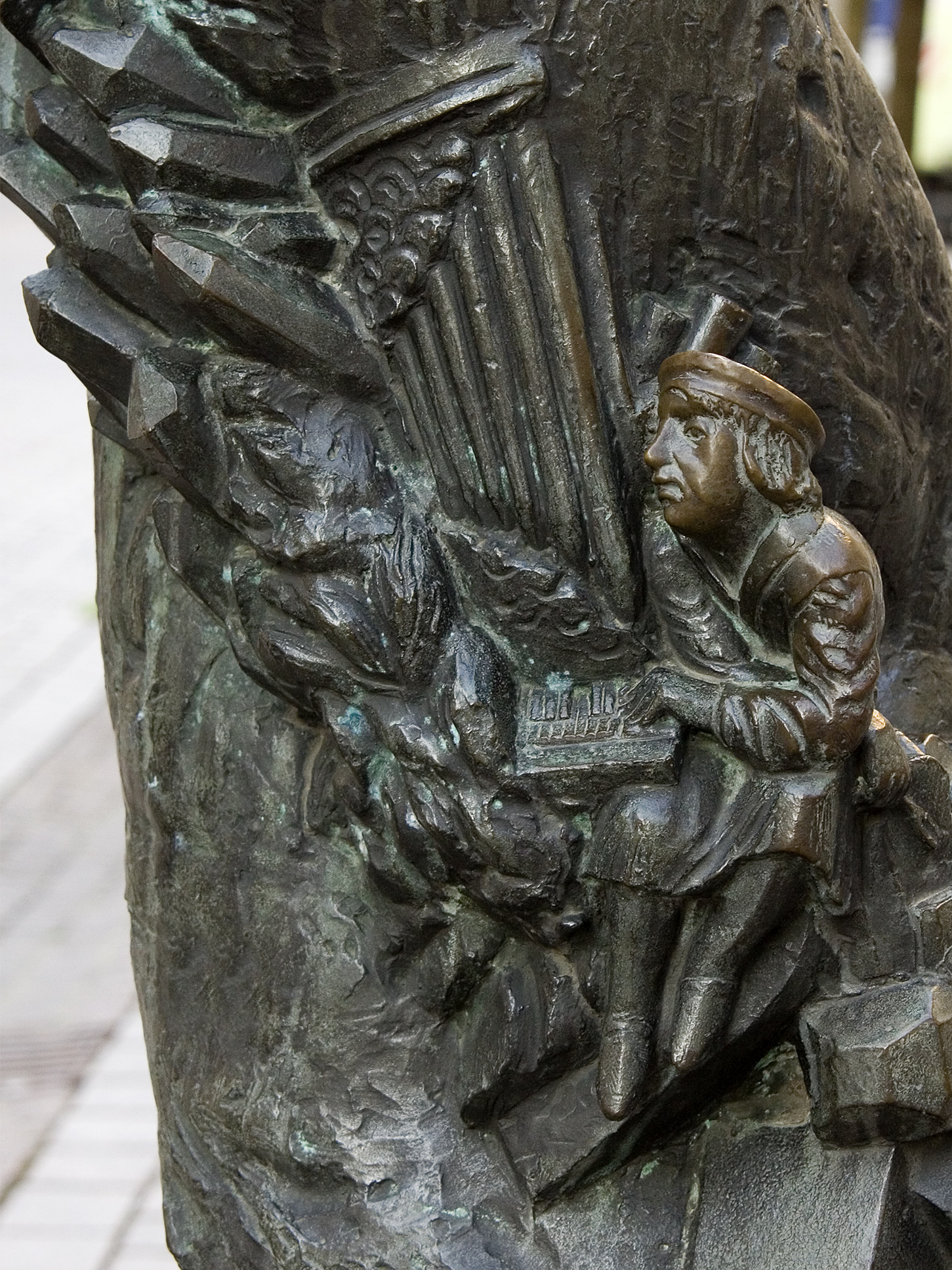

گوتفرید سیلبرمن (۱۴ ژانویه ۱۶۸۳ - ۴ اوت ۱۷۵۳) سازنده آلمانی سازهای صفحه‌کلیددار بود.  او هارپسیکورد ، کلاویکورد ، ارگ و فورته پیانو ساخت؛ شهرت امروزی او عمدتاً به خاطر دو ساز آخر است.

## زندگی
اطلاعات بسیار کمی در مورد دوران جوانی سیلبرمن وجود دارد. او در کلاینبوبریتزش (که اکنون بخشی از فراونشتاین، ساکسونی است ) به عنوان کوچکترین پسر نجار مایکل سیلبرمن به دنیا آمد. آنها در سال ۱۶۸۵ به شهر مجاور، فراونشتاین، نقل مکان کردند و این احتمال وجود دارد که گوتفرید نیز نجاری را در آنجا آموخته باشد. او در سال ۱۷۰۲ به استراسبورگ نقل مکان کرد، جایی که ساخت ارگ را از برادرش آندریاس سیلبرمن آموخت و با مکتب فرانسوی-آلزاسی ساخت ارگ آشنا شد.  او در سال ۱۷۱۰ به عنوان یک استادکار به ساکسونی بازگشت و یک سال بعد کارگاه ارگ خود را در فرایبرگ افتتاح کرد. 

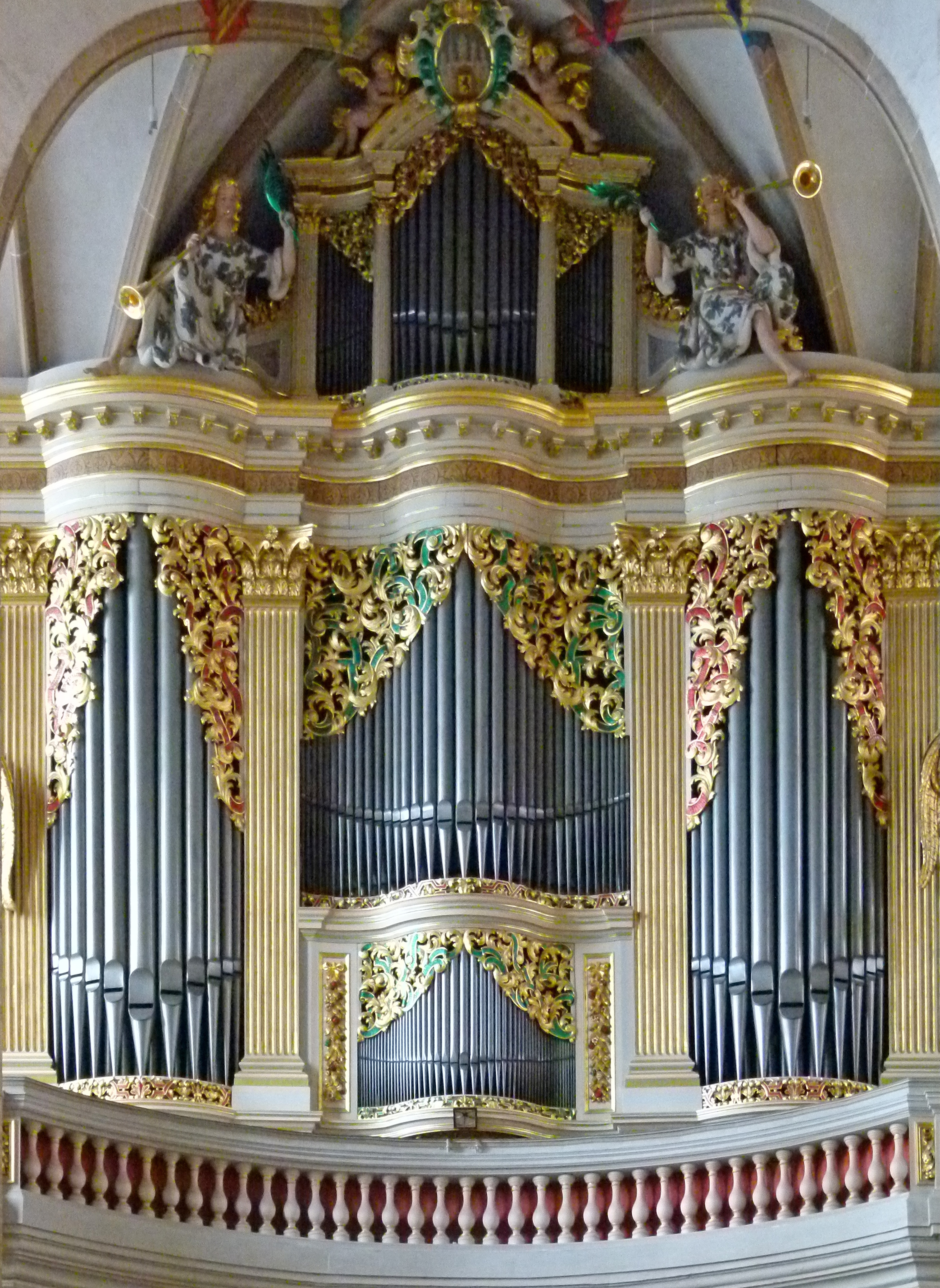
Silbermann organ in Freiberg Cathedral

در سال ۱۷۲۳، فردریک آگوستوس اول عنوان «سازنده افتخاری ارگ دربار و دولت برای پادشاه لهستان و منتخب ساکسونی» را به او اعطا کرد. سیلبرمن در سال ۱۷۵۳ در درسدن ، احتمالاً در اثر مسمومیت با قلع و سرب، در حالی که هنوز روی ارگ در کلیسای هوفکرشه کار می‌کرد، درگذشت.